# .jm
.jm (Jamaica) — национальный домен верхнего уровня Ямайки. Регистрации находятся на третьем уровне под именами второго уровня com.jm, net.jm, org.jm, edu.jm, gov.jm и mil.jm. Регистрация обрабатывается вручную, а не автоматически, поэтому регистрантов просят предоставить 30 дней для завершения регистрации. Обновления доменных имён (например, изменения серверов имён) могут быть разрешены только с помощью технических адресов или адресов электронной почты регистранта. Регистрацией доменов .jm занимается Mona Information Technology Services (MITS) университета Вест-Индии. Регистрация бесплатна, хотя ведутся дискуссии о том, что MITS сделает сервис коммерческим в ближайшие годы[когда?].